# Arnold Prasad
Arnold Thomas Prasad est un homme politique vanuatais.

## Biographie
Il est le fils d'une Vanuataise et d'un commerçant indo-fidjien. 
Entré au Parlement de Vanuatu comme député de la circonscription couvrant les zones rurales d'Espiritu Santo aux élections législatives de juillet 2004, il y représente le parti Confédération verte. Il est nommé ministre des Entreprises autochtones dans le gouvernement de coalition de Serge Vohor, mais démissionne immédiatement et se joint à l'opposition parlementaire, mécontent de n'avoir pas été fait ministre de l'Agriculture. Une semaine plus tard, il change d'avis et réintègre le gouvernement, qui demeure en fonction jusqu'à la fin de l'année. En décembre, Ham Lini remplace Serge Vohor comme Premier ministre, et fait d'Arnold Prasad son ministre de la Jeunesse et des Sports, avant de l'écarter du gouvernement lors d'un remaniement ministériel en mars 2006. 
Battu dans sa circonscription en 2008, il retrouve son siège de député aux élections législatives de 2012. En octobre 2015 il fait partie d'un groupe de quatorze députés de la majorité parlementaire du gouvernement de Sato Kilman reconnus coupables de corruption par la justice : Il a accepté de l'argent de Moana Carcasses pour voter au Parlement en juin la destitution du gouvernement de Joe Natuman. Il est condamné à trois ans de prison ferme et à dix ans d'inéligibilité, perdant de ce fait son siège de député,,. Il bénéficie d'une libération conditionnelle en avril 2017,, mais en 2018 est condamné à une nouvelle peine de prison pour tentative d'entrave à la justice, pour avoir sollicité et obtenu en 2015 une grâce présidentielle de la part du président du Parlement, Marcellino Pipite, qui était lui-même l'un des condamnés et n'était pas habilité à l'accorder,,.
Il est gracié par le président de la République Tallis Obed Moses en juillet 2020,.